# Titularbistum Zabulon
Das Bistum Zabulon (italienisch diocesi di Zabulon, lateinisch Dioecesis Zabulonitianus) ist ein Titularbistum der römisch-katholischen Kirche. 
Es geht zurück auf ein ehemaliges Bistum in Palästina im heutigen Israel. Das Titularbistum wurde zuerst als Titularbistum Sabulon lateinisch Dioecesis Sabulensis. Um 1750 wurde es wieder aufgelöst und 1933 durch Pius XI. als Titularbistum Zabulon wiedererrichtet. In der ersten Phase hatte es drei Amtsinhaber. Nach der Wiedererrichtung wurde keine Titelinhaber ernannt.
| Titularbischöfe von Sabulon |                            |                                       |                   |               |
| Nr.                         | Name                       | Amt                                   | von               | bis           |
| 1                           | Bernardus Martineau        |                                       | 15. Januar 1697   |               |
| 2                           | Petrus Ferreux             |                                       | 17. Dezember 1697 | 1699          |
| 3                           | Louis Champion de Cicé MEP | Apostolischer Vikar in Siam, Thailand | 19. Januar 1700   | 1. April 1727 |